# Probota (okręg Jassy)
Probota – wieś w Rumunii, w okręgu Jassy, w gminie Probota. W 2011 roku liczyła 1124 mieszkańców.